# Île Providence
L'île Providence est une île du golfe du Saint-Laurent située dans les îles du Large près de Tête-à-la-Baleine. Elle comprend un village d'été qui a été occupé durant plus de 100 ans durant la saison par les pêcheurs de Tête-à-la-Baleine pour s'approcher des ressources halieutiques. L'île a toujours quelques maisons qui sert de lieu de villégiature pour la population de Tête-à-la-Baleine et une chapelle.

## Patrimoine
La chapelle Sainte-Anne-de-l'Île-Providence est un lieu de culte catholique de style vernaculaire qui est situé au cœur du hameau de l'île. La chapelle a été classée comme immeuble patrimoniale le 16 juin 2016 par le ministère de la Culture et des Communications.